# Amboangibe
Amboangibe est une commune rurale malgache, située dans la partie centrale de la région de Sava.

## Géographie
La commune est accessible par le fleuve Bemarivo. Une piste permettait d'y accéder en véhicules à moteur à quatre roues. Depuis 2007 elle s'arrête à Ambinanibe. Il est alors possible de continuer à motocyclette (taximoto) ou à pied.
Elle forme un tissu urbain continu avec Antanandava.